# Фотонна сфера

Анімація того, як світлові промені можуть вигинатися гравітацією, утворюючи фотонну сферу

Фотонна сфера (також фотонне кільце або фотонне коло) виникає в околицях горизонту подій чорної діри, де гравітація настільки сильна, що випромінювані фотони не просто огинають чорну діру, але й, подібно до бумеранга, повертаються до точки, звідки вони були випущені. Коли джерело, що випромінює фотони, потрапляє в гравітаційне поле до горизонту подій, форма траєкторії кожного фотона-бумеранга змінюється, прагнучи до більш круглої форми. При критичному значенні радіальної відстані від сингулярності траєкторія фотона-бумеранга має форму нестійкої колової орбіти, таким чином утворюючи фотонне коло і, отже, в сукупності фотонну сферу. Колову орбіту фотона називають останньою орбітою фотона. Радіус фотонної сфери для чорної діри Шварцшильда становить:
{\displaystyle r={\frac {3GM}{c^{2}}}={\frac {3r_{\text{s}}}{2}},}
де G — гравітаційна стала, M — маса чорної діри, c — швидкість світла у вакуумі, rs — радіус Шварцшильда (радіус горизонту подій).
Це рівняння означає, що фотонні сфери можуть існувати лише в просторі, що оточує надзвичайно компактний об'єкт (чорну діру чи, можливо, «ультракомпактну» нейтронну зорю).
Фотонна сфера розташована далі від центру чорної діри, ніж горизонт подій. У межах фотонної сфери можна уявити фотон, який розсіюється від потилиці людини, і, рухаючись по орбіті чорної діри, потім потрапляє в око людини, дозволяючи побачити власну потилицю.
Для чорних дір, що не обертаються, фотонна сфера є сферою радіуса 3/2 rs. Немає стійких орбіт вільного падіння, які існують у фотонній сфері або перетинають її. Будь-яка орбіта вільного падіння, яка перетинає її з зовнішнього боку, завертається в чорну діру. Будь-яка орбіта, яка перетинає її зсередини, втікає в нескінченність або падає назад і обертається по спіралі в чорну діру. Жодна неприскорена орбіта з великою піввіссю, меншою за цю відстань, неможлива, але всередині фотонної сфери постійне прискорення дозволяє космічному кораблю або зонду зависати над горизонтом подій.
Іншою властивістю фотонної сфери є відцентрова сила (зверніть увагу: не доцентрова). Поза фотонною сферою, чим швидше тіло обертається, тим більшу зовнішню силу відчуває. Відцентрова сила падає до нуля на фотонній сфері, включно з орбітами без вільного падіння, тобто об'єкт важить однаково незалежно від того, наскільки швидко він обертається. Швидше обертання всередині фотонної сфери призводить до більшої ваги. Це має серйозні наслідки для динаміки внутрішнього потоку рідини.
Чорна діра, що обертається, має дві фотонні сфери. Коли чорна діра обертається, вона тягне за собою простір. Фотонна сфера, яка знаходиться ближче до чорної діри, рухається в тому ж напрямку, що й обертання, тоді як фотонна сфера, яка знаходиться далі, рухається проти обертання чорної діри. Чим більше кутова швидкість обертання чорної діри, тим більше відстань між двома фотонними сферами. Оскільки чорна діра має вісь обертання, це справедливо лише у випадку наближення до чорної діри в напрямку екватора. На полярній орбіті існує лише одна фотонна сфера. Натомість обертання призводить до прецесії орбіти.

## Виведення для шварцшильдівської чорної діри
Оскільки шварцшильдівська чорна діра має сферичну симетрію, усі можливі осі для колової орбіти фотона еквівалентні, а всі колові орбіти мають однаковий радіус.
Цей висновок передбачає використання метрики Шварцшильда, заданої формулою
{\displaystyle ds^{2}=\left(1-{\frac {r_{\text{s}}}{r}}\right)c^{2}\,dt^{2}-\left(1-{\frac {r_{\text{s}}}{r}}\right)^{-1}\,dr^{2}-r^{2}(\sin ^{2}\theta \,d\phi ^{2}+d\theta ^{2}).}
Для фотона, що рухається з постійним радіусом r (тобто в напрямку координати φ), {\displaystyle dr=0}. Оскільки це фотон, {\displaystyle ds=0} («світлоподібний інтервал»). Ми завжди можемо так повернути систему координат, що {\displaystyle \theta } буде незмінним, {\displaystyle d\theta =0} (наприклад, {\displaystyle \theta =\pi /2}).
Обравши ds, dr і dθ нулями, ми маємо
{\displaystyle \left(1-{\frac {r_{\text{s}}}{r}}\right)c^{2}\,dt^{2}=r^{2}\sin ^{2}\theta \,d\phi ^{2}.}
Це співвідношення можна переписати у формі
{\displaystyle {\frac {d\phi }{dt}}={\frac {c}{r\sin \theta }}{\sqrt {1-{\frac {r_{\text{s}}}{r}}}}.}
Щоб продовжити, нам знадобиться відношення {\displaystyle {\frac {d\phi }{dt}}}. Щоб його знайти, скористаймося радіальним геодезичним рівнянням
{\displaystyle {\frac {d^{2}r}{d\tau ^{2}}}+\Gamma _{\mu \nu }^{r}u^{\mu }u^{\nu }=0.}
Ненульові символи Крістофеля {\displaystyle \Gamma } дорівнюють
{\displaystyle \Gamma _{tt}^{r}={\frac {c^{2}BB'}{2}},\quad \Gamma _{rr}^{r}=-{\frac {B^{-1}B'}{2}},\quad \Gamma _{\theta \theta }^{r}=-rB,\quad \Gamma _{\phi \phi }^{r}=-Br\sin ^{2}\theta ,}
де {\displaystyle B'={\frac {dB}{dr}},\ B=1-{\frac {r_{\text{s}}}{r}}}.
Ми розглядаємо фотонні радіальні геодезичні з постійними r і {\displaystyle \theta }, тому
{\displaystyle {\frac {dr}{d\tau }}={\frac {d^{2}r}{d\tau ^{2}}}={\frac {d\theta }{d\tau }}=0.}
Підставляючи це в радіальне геодезичне рівняння (геодезичне рівняння з радіальною координатою як залежною змінною), отримуємо
{\displaystyle \left({\frac {d\phi }{dt}}\right)^{2}={\frac {c^{2}r_{\text{s}}}{2r^{3}\sin ^{2}\theta }}.}
Порівнюючи його з отриманим раніше, маємо
{\displaystyle c{\sqrt {\frac {r_{\text{s}}}{2r}}}=c{\sqrt {1-{\frac {r_{\text{s}}}{r}}}},}
де ми вставили {\displaystyle \theta =\pi /2} радіан.
Перегрупування цього остаточного виразу дає
{\displaystyle r={\frac {3}{2}}r_{\text{s}},}
що є результатом, який ми хотіли довести.

## Орбіти фотонів навколо чорної діри Керра

Види збоку (ліворуч) і з полюса (праворуч). Чорна діра, що обертається, має 9 радіусів, між якими світло може обертатися зі сталою координатою r. У цій анімації показано всі орбіти фотонів для a = M.

На відміну від чорної діри Шварцшильда, чорна діра Керра (обертова) не має сферичної симетрії, а має лише вісь симетрії, що має глибокі наслідки для орбіт фотонів. Є дві колові фотонні орбіти в екваторіальній площині (проградна та ретроградна) з різними радіусами Боєра–Ліндквіста:
{\displaystyle r_{\pm }^{\circ }=r_{\text{s}}\left[1+\cos \left({\frac {2}{3}}\arccos {\frac {\pm |a|}{M}}\right)\right],}
де {\displaystyle a=J/M} — кутовий момент на одиницю маси чорної діри.
Існують інші орбіти з постійним радіусом, але вони мають більш складні траєкторії, які коливаються по широті навколо екватора.

## Спостереження
Про першу спробу виявити фотонне кільце повідомили в серпні 2022 року Ейвері Бродерік і його колеги з групи Телескопа горизонту подій. Вони використали альтернативний алгоритм отримання зображень на основі даних Телескопа горизонту подій 2017 року для надмасивної чорної діри в центрі галактики Мессьє 87, щоб отримати зображення, яке, як вони стверджували, є фотонним кільцем навколо надмасивної чорної діри M87*. Результат піддали критиці, тому що передбачуване фотонне кільце було яскравішим, ніж очікувалося. Незалежний аналіз тих самих даних з обмеженнями на передбачувану яскравість фотонного кільця, не дав доказів виявлення фотонного кільця.